# Havetiopsis laurifolia
Havetiopsis laurifolia là một loài thực vật có hoa trong họ Bứa. Loài này được (Mart.) Engl. mô tả khoa học đầu tiên năm 1858.